# Saint-Germain-les-Belles
Saint-Germain-les-Belles (okzitanisch Sent German las Belas) ist eine französische Gemeinde in der Region Nouvelle-Aquitaine, im Département Haute-Vienne und im Arrondissement Limoges. Die Bewohner nennen sich Saint-Germinois.
Während der Französischen Revolution hieß die Ortschaft Mont-les-Belles.

## Lage
Die Gemeinde wird vom Fluss Petite Briance durchquert, an der westlichen Gemeindegrenze verläuft auf einer kurzen Strecke das Flüsschen Blanzou. Sie grenzt im Norden an Glanges, im Osten an Saint-Vitte-sur-Briance, im Südosten an La Porcherie im Süden an Benayes, im Südwesten an Meuzac und im Westen an Magnac-Bourg und im Nordwesten an Vicq-sur-Breuilh,.
Saint-Germain-les-Belles hat auf 379 Metern über Meereshöhe einen Bahnhof an der Eisenbahnlinie Limoges – Brive-la-Gaillarde der TER Limousin. Durch die Gemeindegemarkung führt auch die Autoroute A20 (Europastraße 9).

## Geschichte

### Durchgangslager Saint-Germain-les-Belles
Das Durchgangslager Saint-Germain-les-Belles war das erste Internierungslager im Limousin. Es existierte als Camp de Séjour Surveillé (CSS; Lager mit überwachtem Aufenthalt) von April 1940 bis März 1941 und bestand aus 9 Baracken und einem Gebäude für die Wachen. Die Anlage war von Stacheldraht umgeben und erlebte im Februar 1941 mit 220 Internierten ihren höchsten Belegungsstand.
Nach der Unterzeichnung des Deutsch-sowjetischen Nichtangriffspakts und der französischen Kriegserklärung an Deutschland wurden im Camp vor allem politische Aktivisten, Kommunisten und in der Dritten Republik unerwünschte Franzosen interniert. Ihnen folgten dann nach dem Waffenstillstand von Compiègne (1940) Gegner des Vichy-Regimes, darunter als Politische eingestufte Frauen aus dem Pariser Gefängnis Petite Roquette.
Im Juni 1940 beherbergte das Camp vorübergehend auch 80 deutsche Kriegsgefangene, dann aber Antifaschisten, die auf der Flucht vor dem Nazi-Regime in Frankreich Zuflucht gesucht hatten. Im September 1940 gab es mehrere Fluchtversuche, darunter auch von fünf Frauen.
Im März 1941 wurde das Lager geschlossen.

## Bevölkerungsentwicklung
| Jahr                       | 1962 | 1968 | 1975 | 1982 | 1990 | 1999 | 2008 | 2013 | 2020 |
| Einwohner                  | 1626 | 1524 | 1425 | 1255 | 1079 | 1112 | 1148 | 1187 | 1152 |
| Quellen: Cassini und INSEE |      |      |      |      |      |      |      |      |      |

## Sehenswürdigkeiten
- Kirche Saint-Germain, Monument historique

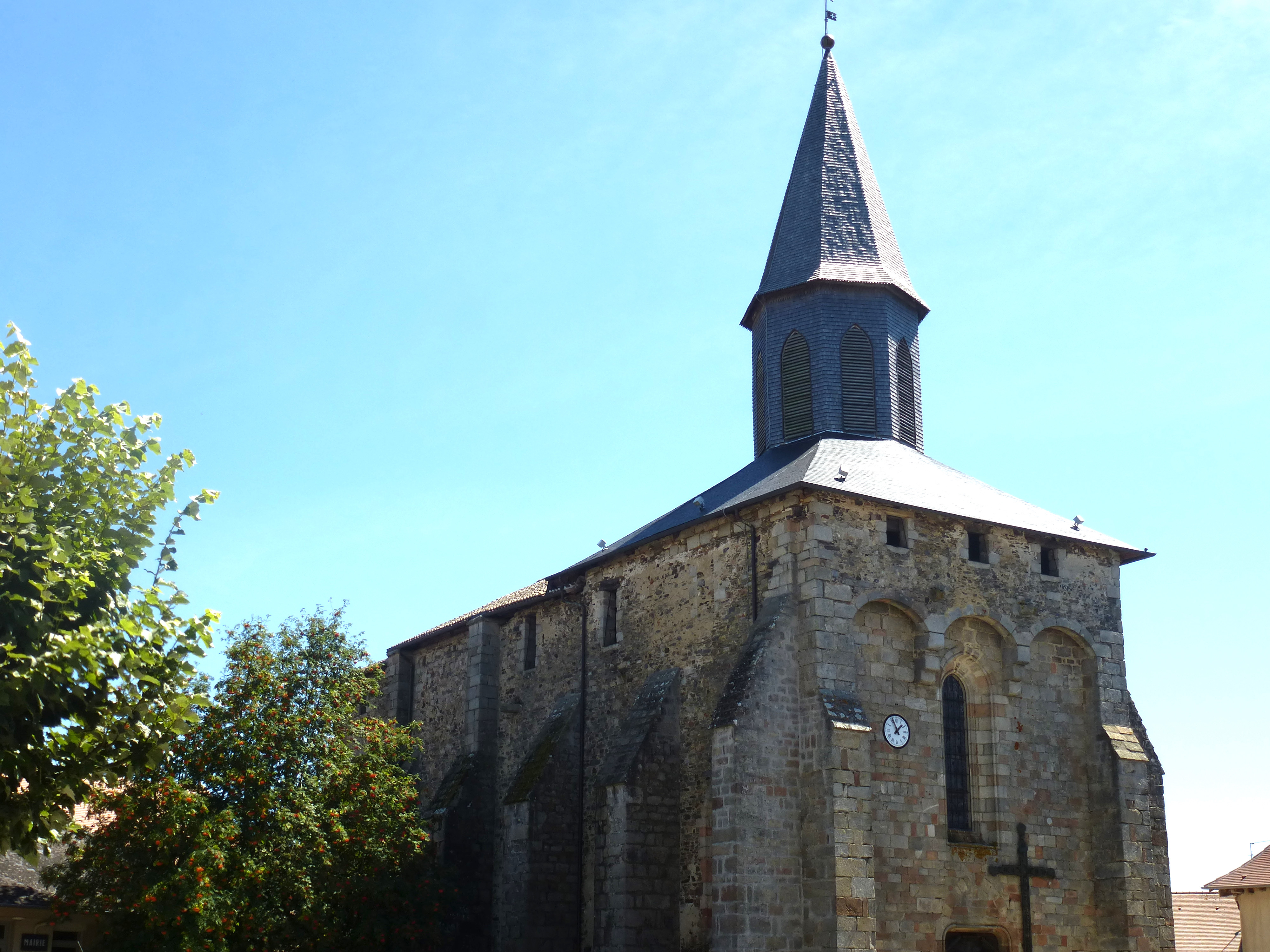
Kirche Saint-Germain